# Alta Mejencerta (Vã)
Baixa Mejencerta (em armênio: Մժնկերտ Վերին; romaniz.: Mžnkert Verin) ou somente Mejencerta é uma aldeia na Armênia Ocidental, no distrito de Gurpenar, na província de Vã, situada na margem esquerda do rio Coxape. Uma das inscrições do rei de Urartu Menua (r. 810–786 a.C.) menciona a construção de um aqueduto nessa região. Especula-se que seja a cidade de Ulcu (Ulḫu) mencionada nas inscrições do rei assírio Sargão II (r. 722–705 a.C.). No Império Otomano, fez parte do vilaiete de Vã. Na década de 1850, havia 29 mil residentes armênios e curdos e, em 1909, havia seis mil armênios e 43 mil residentes curdos.